# Países Baixos na Copa do Mundo FIFA de 2010
A Seleção Neerlandesa de Futebol participou pela oitava vez da Copa do Mundo FIFA. A equipe, que já tinha duas finais no currículo, havia se classificado em primeiro lugar no grupo 9 das eliminatórias europeias para a Copa do Mundo. A seleção se classificou facilmente, vencendo todas as suas partidas, com 100% de aproveitamento, fato igualado apenas pela Espanha. Foi sorteada no grupo E, onde enfrentaria o Japão, a Dinamarca e Camarões.
Fez uma primeira fase muito boa, tendo vencido a Dinamarca no primeiro jogo (2 x 0), ganho do Japão na segunda partida (1 x 0) e ganho de Camarões (2 x 1). Nas oitavas-de-final, enfrentou a Eslováquia, a qual venceu facilmente pelo placar de 2 x 1. Nas quartas-de-final, onde enfrentou a seleção do Brasil, realizou a primeira partida com uma equipe campeã mundial. A equipe começou perdendo a partida logo aos 10 minutos de jogo, tendo permanecido a derrota até o término do primeiro tempo. No segundo tempo, Wesley Sneijder marcou dois gols aos 8 e aos 23 minutos do segundo tempo. Com essa virada, a seleção pode prosseguir na Copa.
Nas semifinais, a seleção neerlandesa enfrentou o Uruguai, seleção invicta até o momento. Terminou o primeiro tempo com o placar de 1 x 1, mas já no segundo tempo, teve o placar terminado lhe favorecendo, 3 x 2. Com esse resultado, a seleção iria a sua terceira final na competição, repetindo os feitos das Copas de 1974 e 1978. A final foi realizada com a presença de 84 490 espectadores, no estádio Soccer City em Joanesburgo. Ambos primeiro e segundo tempos terminaram sem gols, até que aos 11 minutos do 2º tempo da prorrogação, com 15 cartões distribuídos ao longo do jogo (5 para a Espanha e 10 para a Holanda - incluindo um vermelho), Andrés Iniesta abriu o placar do jogo e marcou o gol do primeiro título espanhol em Copas do Mundo. A seleção neerlandesa, além de perder sua invencibilidade, amargou pela terceira vez a segunda colocação no campeonato.
Os destaques da seleção foram: o atacante Arjen Robben, autor de dois gols da seleção e armador das principais jogadas que levaram a equipe à final; e o meio-campista Wesley Sneijder, artilheiro da equipe e da competição com 5 gols, junto com Diego Forlán, David Villa e Thomas Müller, além de laureado com a Chuteira de Bronze da competição e a Bola de Prata, o que significa que foi considerado o 2º melhor futebolista da Copa.

## Eliminatórias
As cinquenta e três seleções nacionais filiadas à UEFA foram divididas em nove grupos; a seleção dos Países Baixos foi sorteada no grupo 9, onde disputaria uma vaga com a Noruega, a Escócia, a Macedônia e a Islândia. Se classificou em primeiro no seu grupo, vencendo as 8 partidas que disputou, não tendo empatado ou perdido um única vez.

### Tabela de Classificação
| Equipe             | Pts. | J | V | E | D | GP | GC | SG |
| ------------------ | ---- | - | - | - | - | -- | -- | -- |
| Países Baixos      | 24   | 8 | 8 | 0 | 0 | 17 | 2  | 15 |
| Noruega            | 10   | 8 | 2 | 4 | 2 | 9  | 7  | 2  |
| Escócia            | 10   | 8 | 3 | 1 | 4 | 6  | 11 | -5 |
| Macedônia do Norte | 7    | 8 | 2 | 1 | 5 | 5  | 11 | -6 |
| Islândia           | 5    | 8 | 1 | 2 | 5 | 7  | 13 | -6 |

| L\V                | Países Baixos | Noruega | Escócia | Macedónia do Norte | Islândia |
| Países Baixos      |               | 3:0     | 2:0     | 4:0                | 2:0      |
| Escócia            | 0:1           |         | 0:0     | 2:0                | 2:1      |
| Noruega            | 0:1           | 4:0     |         | 2:1                | 2:2      |
| Macedónia do Norte | 1:2           | 1:0     | 0:0     |                    | 2:0      |
| Islândia           | 1:2           | 1:2     | 1:1     | 1:0                |          |

## Escalação
| Número / Nome  | Número / Nome            | Clube              | Jogos (gols)¹ | Data Nasc.                        | J        | Gols     | Penalizado com cartão amarelo | Expulso  |
| Goleiros       | Goleiros                 | Goleiros           | Goleiros      | Goleiros                          | Goleiros | Goleiros | Goleiros                      | Goleiros |
| -------------- | ------------------------ | ------------------ | ------------- | --------------------------------- | -------- | -------- | ----------------------------- | -------- |
| 1              | Maarten Stekelenburg     | AFC Ajax           | 34 (0)        | 22 de setembro de 1982 (42 anos)  | 7        | 0        | 1                             | 0        |
| 16             | Michel Vorm              | FC Utrecht         | 4 (0)         | 20 de outubro de 1983 (41 anos)   | 0        | 0        | 0                             | 0        |
| 22             | Sander Boschker          | FC Twente          | 1 (0)         | 20 de outubro de 1970 (54 anos)   | 0        | 0        | 0                             | 0        |
| Defensores     |                          |                    |               |                                   |          |          |                               |          |
| 2              | Gregory van der Wiel     | AFC Ajax           | 15 (0)        | 3 de fevereiro de 1988 (37 anos)  | 5        | 0        | 3                             | 0        |
| 3              | John Heitinga            | Everton FC         | 61 (6)        | 15 de setembro de 1983 (41 anos)  | 7        | 0        | 3                             | 1        |
| 4              | Joris Mathijsen          | Hamburgo SV        | 62 (3)        | 5 de abril de 1980 (44 anos)      | 6        | 0        | 1                             | 0        |
| 5              | Giovanni van Bronckhorst | Feyenoord R        | 105 (6)       | 5 de fevereiro de 1976 (49 anos)  | 7        | 1        | 2                             | 0        |
| 12             | Khalid Boulahrouz        | VfB Stuttgart      | 31 (0)        | 28 de dezembro de 1981 (43 anos)  | 2        | 0        | 1                             | 0        |
| 13             | André Ooijer             | PSV Eindhoven      | 55 (3)        | 11 de julho de 1974 (50 anos)     | 1        | 0        | 1                             | 0        |
| 15             | Edson Braafheid          | Celtic FC          | 8 (0)         | 8 de abril de 1983 (41 anos)      | 1        | 0        | 0                             | 0        |
| Meio-campistas |                          |                    |               |                                   |          |          |                               |          |
| 6              | Mark van Bommel          | FC Bayern München  | 63 (10)       | 22 de abril de 1977 (47 anos)     | 7        | 0        | 2                             | 0        |
| 8              | Nigel de Jong            | Manchester City FC | 48 (1)        | 30 de setembro de 1984 (40 anos)  | 6        | 0        | 3                             | 0        |
| 10             | Wesley Sneijder          | FC Inter de Milão  | 68 (19)       | 9 de junho de 1984 (40 anos)      | 7        | 5        | 1                             | 0        |
| 14             | Demy de Zeeuw            | AFC Ajax           | 27 (0)        | 26 de maio de 1983 (41 anos)      | 2        | 0        | 0                             | 0        |
| 18             | Stijn Schaars            | AZ Alkmaar         | 12 (0)        | 11 de janeiro de 1984 (41 anos)   | 0        | 0        | 0                             | 0        |
| 20             | Ibrahim Afellay          | PSV Eindhoven      | 26 (0)        | 2 de abril de 1986 (38 anos)      | 3        | 0        | 0                             | 0        |
| 23             | Rafael van der Vaart     | Real Madrid CF     | 83 (16)       | 11 de fevereiro de 1983 (42 anos) | 5        | 0        | 1                             | 0        |
| Atacantes      |                          |                    |               |                                   |          |          |                               |          |
| 7              | Dirk Kuyt                | Liverpool FC       | 70 (16)       | 22 de julho de 1980 (44 anos)     | 7        | 1        | 1                             | 0        |
| 9              | Robin van Persie         | Arsenal FC         | 51 (19)       | 6 de agosto de 1983 (41 anos)     | 7        | 1        | 2                             | 0        |
| 11             | Arjen Robben             | FC Bayern München  | 52 (15)       | 23 de janeiro de 1984 (41 anos)   | 5        | 2        | 2                             | 0        |
| 17             | Eljero Elia              | Hamburgo SV        | 15 (2)        | 13 de fevereiro de 1987 (38 anos) | 6        | 0        | 0                             | 0        |
| 19             | Ryan Babel               | Liverpool FC       | 39 (5)        | 19 de dezembro de 1986 (38 anos)  | 0        | 0        | 0                             | 0        |
| 21             | Klaas-Jan Huntelaar      | AC Milan           | 36 (16)       | 12 de agosto de 1983 (41 anos)    | 4        | 1        | 0                             | 0        |
| Treinador      |                          |                    |               |                                   |          |          |                               |          |
|                | Bert van Marwijk         |                    |               | 19 de maio de 1952 (72 anos)      |          |          |                               |          |

Nota:
- ¹ O número de jogos e gols se referem aos jogos pela Seleção até a data da final da Copa do Mundo FIFA de 2010.

## Primeira fase
| Pos | Equipe        | Pts | J | V | E | D | GP | GC | SG | Classificado      |
| --- | ------------- | --- | - | - | - | - | -- | -- | -- | ----------------- |
| 1   | Países Baixos | 9   | 3 | 3 | 0 | 0 | 5  | 1  | +4 | Fase eliminatória |
| 2   | Japão         | 6   | 3 | 2 | 0 | 1 | 4  | 2  | +2 | Fase eliminatória |
| 3   | Dinamarca     | 3   | 3 | 1 | 0 | 2 | 3  | 6  | −3 | Eliminado         |
| 4   | Camarões      | 0   | 3 | 0 | 0 | 3 | 2  | 5  | −3 | Eliminado         |

### Países Baixos – Dinamarca
| 14 de junho | Países Baixos               | 2 – 0     | Dinamarca | Soccer City, Joanesburgo                     |
| 13:30       | Agger 46' (g.c.) · Kuyt 85' | Relatório |           | Público: 83 465 Árbitro: FRA Stéphane Lannoy |

| Holanda | Dinamarca |

| G                | 1  | Maarten Stekelenburg |     |     |
| LD               | 2  | Gregory van der Wiel |     |     |
| Z                | 3  | John Heitinga        |     |     |
| Z                | 4  | Joris Mathijsen      |     |     |
| LE               | 5  | G. van Bronckhorst   |     |     |
| V                | 6  | Mark van Bommel      |     |     |
| V                | 8  | Nigel de Jong        | 44' | 88' |
| M                | 10 | Wesley Sneijder      |     |     |
| M                | 23 | Rafael van der Vaart |     | 67' |
| A                | 7  | Dirk Kuyt            |     |     |
| A                | 9  | Robin van Persie     | 49' | 77' |
| Substituições:   |    |                      |     |     |
| M                | 14 | Demy de Zeeuw        |     | 88' |
| M                | 20 | Ibrahim Afellay      |     | 77' |
| A                | 17 | Eljero Elia          |     | 67' |
| Treinador        |    |                      |     |     |
| Bert van Marwijk |    |                      |     |     |

| G              | 1  | Thomas Sørensen   |     |     |
| LD             | 6  | Lars Jacobsen     |     |     |
| Z              | 3  | Simon Kjær        | 63' |     |
| Z              | 4  | Daniel Agger      |     |     |
| LE             | 15 | Simon Poulsen     |     |     |
| V              | 2  | Christian Poulsen |     |     |
| V              | 20 | Thomas Enevoldsen |     | 56' |
| M              | 10 | Martin Jørgensen  |     |     |
| M              | 12 | Thomas Kahlenberg |     | 73' |
| M              | 19 | Dennis Rommedahl  |     |     |
| A              | 11 | Nicklas Bendtner  |     | 62' |
| Substituições: |    |                   |     |     |
| M              | 8  | Jesper Grønkjær   |     | 56' |
| M              | 21 | Christian Eriksen |     | 73' |
| A              | 17 | Mikkel Beckmann   |     | 62' |
| Treinador:     |    |                   |     |     |
| Morten Olsen   |    |                   |     |     |

Homem da partida
- Wesley Sneijder

### Países Baixos – Japão
| 19 de junho | Países Baixos | 1 – 0     | Japão | Moses Mabhida Stadium, Durban                |
| 13:30       | Sneijder 53'  | Relatório |       | Público: 62 010 Árbitro: ARG Héctor Baldassi |

| Holanda | Japão |

| G                | 1  | Maarten Stekelenburg |     |     |
| LD               | 2  | Gregory van der Wiel | 36' |     |
| Z                | 3  | John Heitinga        |     |     |
| Z                | 4  | Joris Mathijsen      |     |     |
| LE               | 5  | G. van Bronckhorst   |     |     |
| V                | 6  | Mark van Bommel      |     |     |
| V                | 8  | Nigel de Jong        |     |     |
| M                | 10 | Wesley Sneijder      |     | 83' |
| M                | 23 | Rafael van der Vaart |     | 72' |
| A                | 7  | Dirk Kuyt            |     |     |
| A                | 9  | Robin van Persie     |     | 88' |
| Substituições:   |    |                      |     |     |
| M                | 20 | Ibrahim Afellay      |     | 83' |
| M                | 21 | Klaas Jan Huntelaar  |     | 88' |
| A                | 17 | Eljero Elia          |     | 72' |
| Treinador:       |    |                      |     |     |
| Bert van Marwijk |    |                      |     |     |

| G              | 21 | Eiji Kawashima      |  |     |
| LD             | 3  | Yūichi Komano       |  |     |
| Z              | 4  | Marcus Tulio Tanaka |  |     |
| Z              | 22 | Yuji Nakazawa       |  |     |
| LE             | 5  | Yuto Nagatomo       |  |     |
| V              | 2  | Yuki Abe            |  |     |
| V              | 7  | Yasuhito Endō       |  |     |
| V              | 17 | Makoto Hasebe       |  | 77' |
| M              | 8  | Daisuke Matsui      |  | 64' |
| M              | 18 | Keisuke Honda       |  |     |
| A              | 16 | Yoshito Ōkubo       |  | 77' |
| Substituições: |    |                     |  |     |
| V              | 11 | Keiji Tamada        |  | 88' |
| A              | 9  | Shinji Okazaki      |  | 77' |
| A              | 10 | Shunsuke Nakamura   |  | 82' |
| Treinador:     |    |                     |  |     |
| Takeshi Okada  |    |                     |  |     |

Homem da partida
- Wesley Sneijder

### Camarões – Países Baixos
| 24 de junho | Camarões        | 1 – 2     | Países Baixos                  | Green Point Stadium, Cidade do Cabo     |
| 20:30       | Eto'o 65' (pen) | Relatório | van Persie 36' · Huntelaar 83' | Público: 63 093 Árbitro: CHI Pablo Pozo |

| Camarões | Holanda |

| G              | 16 | Souleymanou Hamidou |     |     |
| LD             | 8  | Geremi Njitap       |     |     |
| Z              | 19 | Stephane Mbia       | 81' |     |
| Z              | 3  | Nicolas N'Koulou    | 25' | 73' |
| LE             | 2  | Benoît Assou-Ekotto |     |     |
| V              | 14 | Aurélien Chedjou    |     |     |
| V              | 7  | Landry N'Guémo      |     |     |
| V              | 11 | Jean Makoun         |     |     |
| V              | 12 | Gaëtan Bong         |     | 56' |
| A              | 9  | Samuel Eto'o        |     |     |
| A              | 13 | Eric Choupo-Moting  |     | 72' |
| Substituições: |    |                     |     |     |
| Z              | 4  | Rigobert Song       |     | 73' |
| A              | 17 | Mohammadou Idrissou |     | 72' |
| A              | 23 | Vincent Aboubakar   |     | 56' |
| Treinador:     |    |                     |     |     |
| Paul Le Guen   |    |                     |     |     |

| G                | 1  | Maarten Stekelenburg |     |     |
| LD               | 12 | Khalid Boulahrouz    |     |     |
| Z                | 3  | John Heitinga        |     |     |
| Z                | 4  | Joris Mathijsen      |     |     |
| LE               | 5  | G. van Bronckhorst   | 70' |     |
| V                | 6  | Mark van Bommel      |     |     |
| V                | 8  | Nigel de Jong        |     |     |
| M                | 10 | Wesley Sneijder      |     |     |
| M                | 23 | Rafael van der Vaart | 65' | 73' |
| A                | 7  | Dirk Kuyt            | 17' | 66' |
| A                | 9  | Robin van Persie     |     | 59' |
| Substituições:   |    |                      |     |     |
| A                | 11 | Arjen Robben         |     | 73' |
| A                | 17 | Eljero Elia          |     | 66' |
| A                | 21 | Klaas-Jan Huntelaar  |     | 59' |
| Treinador:       |    |                      |     |     |
| Bert van Marwijk |    |                      |     |     |

Homem da partida
- Robin van Persie

## Segunda fase

### Oitavas-de-final

#### Países Baixos - Eslováquia
| 28 de junho | Países Baixos             | 2 – 1     | Eslováquia          | Moses Mabhida Stadium, Durban                |
| 16:00       | Robben 18' · Sneijder 84' | Relatório | Vittek 90'+4' (pen) | Público: 61 962 Árbitro: ESP Alberto Undiano |

| Países Baixos | Eslováquia |

| G                | 1  | Maarten Stekelenburg | 90+3' |       |
| LD               | 2  | Gregory van der Wiel |       |       |
| Z                | 3  | John Heitinga        |       |       |
| Z                | 4  | Joris Mathijsen      |       |       |
| LE               | 5  | G. van Bronckhorst   |       |       |
| V                | 6  | Mark van Bommel      |       |       |
| V                | 8  | Nigel de Jong        |       |       |
| M                | 7  | Dirk Kuyt            |       |       |
| M                | 10 | Wesley Sneijder      |       | 90+2' |
| M                | 11 | Arjen Robben         | 31'   | 71'   |
| A                | 9  | Robin van Persie     |       | 80'   |
| Substituições:   |    |                      |       |       |
| M                | 20 | Ibrahim Afellay      |       | 90+2' |
| A                | 17 | Eljero Elia          |       | 71'   |
| A                | 21 | Klaas-Jan Huntelaar  |       | 80'   |
| Treinador:       |    |                      |       |       |
| Bert van Marwijk |    |                      |       |       |

| G              | 1  | Ján Mucha         |     |     |
| LD             | 2  | Peter Pekarík     |     |     |
| Z              | 3  | Martin Škrtel     | 84' |     |
| Z              | 16 | Ján Ďurica        |     |     |
| LE             | 5  | Radoslav Zabavník |     | 88' |
| V              | 19 | Juraj Kucka       | 40' |     |
| M              | 7  | Vladimír Weiss    |     |     |
| M              | 15 | Miroslav Stoch    |     |     |
| M              | 17 | Marek Hamšík      |     | 87' |
| A              | 18 | Erik Jendrišek    |     | 71' |
| A              | 11 | Róbert Vittek     |     |     |
| Substituições: |    |                   |     |     |
| V              | 20 | Kamil Kopúnek     | 72' | 71' |
| M              | 10 | Marek Sapara      |     | 87' |
| A              | 14 | Martin Jakubko    |     | 88' |
| Treinador:     |    |                   |     |     |
| Vladimír Weiss |    |                   |     |     |

Homem da partida
- Arjen Robben

### Quartas-de-final

#### Países Baixos - Brasil
| 2 de Julho | Países Baixos     | 2 – 1     | Brasil      | Nelson Mandela Bay Stadium, Porto Elizabeth   |
| 16:00      | Sneijder 53', 68' | Relatório | Robinho 10' | Público: 40 186 Árbitro: JPN Yuichi Nishimura |

| Países Baixos | Brasil |

| G                | 1  | Maarten Stekelenburg |     |     |
| LD               | 2  | Gregory van der Wiel | 47' |     |
| Z                | 3  | John Heitinga        | 14' |     |
| Z                | 13 | André Ooijer         | 76' |     |
| LE               | 5  | G. van Bronckhorst   |     |     |
| V                | 6  | Mark van Bommel      |     |     |
| V                | 8  | Nigel de Jong        | 64' |     |
| M                | 7  | Dirk Kuyt            |     |     |
| M                | 10 | Wesley Sneijder      |     |     |
| M                | 11 | Arjen Robben         |     |     |
| A                | 9  | Robin van Persie     |     | 85' |
| Substituições:   |    |                      |     |     |
| A                | 21 | Klaas-Jan Huntelaar  |     | 85' |
| Treinador:       |    |                      |     |     |
| Bert van Marwijk |    |                      |     |     |

| G              | 1  | Júlio César    |     |     |
| LD             | 2  | Maicon         |     |     |
| Z              | 3  | Lúcio          |     |     |
| Z              | 4  | Juan           |     |     |
| LE             | 6  | Michel Bastos  | 37' | 62' |
| V              | 5  | Felipe Melo    | 73' |     |
| V              | 8  | Gilberto Silva |     |     |
| M              | 10 | Kaká           |     |     |
| M              | 13 | Daniel Alves   |     |     |
| A              | 9  | Luís Fabiano   |     | 77' |
| A              | 11 | Robinho        |     |     |
| Substituições: |    |                |     |     |
| LE             | 16 | Gilberto       |     | 62' |
| A              | 21 | Nilmar         |     | 77' |
| Treinador:     |    |                |     |     |
| Dunga          |    |                |     |     |

Homem da partida
- Wesley Sneijder

### Semifinal

#### Uruguai - Países Baixos
| 6 de Julho | Uruguai                       | 2 – 3     | Países Baixos                                   | Green Point Stadium, Cidade do Cabo          |
| 20:30      | Forlán 41' · M. Pereira 90+2' | Relatório | Van Bronckhorst 18' · Sneijder 70' · Robben 73' | Público: 62 479 Árbitro: UZB Ravshan Irmatov |

| Uruguai | Países Baixos |

| G              | 1  | Fernando Muslera    |     |     |
| LD             | 16 | Maxi Pereira        | 21' |     |
| Z              | 3  | Diego Godín         |     |     |
| Z              | 6  | Mauricio Victorino  |     |     |
| LE             | 22 | Martín Cáceres      | 29' |     |
| V              | 15 | Diego Pérez         |     |     |
| V              | 17 | Egidio Arévalo      |     |     |
| M              | 5  | Walter Gargano      |     |     |
| M              | 11 | Álvaro Pereira      |     | 78' |
| M              | 7  | Edinson Cavani      |     |     |
| A              | 10 | Diego Forlán        |     | 84' |
| Substituições: |    |                     |     |     |
| A              | 13 | Sebastián Abreu     |     | 78' |
| A              | 21 | Sebastián Fernández |     | 84' |
| Treinador:     |    |                     |     |     |
| Oscar Tabárez  |    |                     |     |     |

| G                | 1  | Maarten Stekelenburg |       |     |
| LD               | 12 | Khalid Boulahrouz    | 78'   |     |
| Z                | 3  | John Heitinga        |       |     |
| Z                | 4  | Joris Mathijsen      |       |     |
| LE               | 5  | G. van Bronckhorst   |       |     |
| V                | 6  | Mark van Bommel      | 90+5' |     |
| V                | 14 | Demy de Zeeuw        |       | 46' |
| M                | 7  | Dirk Kuyt            |       |     |
| M                | 10 | Wesley Sneijder      | 29'   |     |
| M                | 11 | Arjen Robben         |       | 89' |
| A                | 9  | Robin van Persie     |       |     |
| Substituições:   |    |                      |       |     |
| M                | 23 | Rafael van der Vaart |       | 46' |
| A                | 17 | Eljero Elia          |       | 89' |
| Treinador:       |    |                      |       |     |
| Bert van Marwijk |    |                      |       |     |

Homem da partida
- Wesley Sneijder

### Final
| 11 de julho | Países Baixos | 0 – 1 (pro) | Espanha      | Soccer City, Joanesburgo                 |
| 20:30       |               | Relatório   | Iniesta 116' | Público: 84 490 Árbitro: ENG Howard Webb |

| Países Baixos | Espanha |

| G                | 1  | Maarten Stekelenburg |           |      |
| LD               | 2  | Gregory van der Wiel | 111'      |      |
| Z                | 3  | John Heitinga        | 57', 109' |      |
| Z                | 4  | Joris Mathijsen      | 117'      |      |
| LE               | 5  | G. van Bronckhorst   | 54'       | 105' |
| V                | 6  | Mark van Bommel      | 22'       |      |
| V                | 8  | Nigel de Jong        | 28'       | 99'  |
| M                | 11 | Arjen Robben         | 84'       |      |
| M                | 10 | Wesley Sneijder      |           |      |
| A                | 7  | Dirk Kuyt            |           | 71'  |
| A                | 9  | Robin van Persie     | 15'       |      |
| Substituições:   |    |                      |           |      |
| A                | 17 | Eljero Elia          |           | 71'  |
| M                | 23 | Rafael van der Vaart |           | 99'  |
| V                | 15 | Edson Braafheid      |           | 105' |
| Treinador:       |    |                      |           |      |
| Bert van Marwijk |    |                      |           |      |

| G                  | 1  | Iker Casillas   |        |      |
| LD                 | 15 | Sergio Ramos    | 23'    |      |
| Z                  | 3  | Gerard Piqué    |        |      |
| Z                  | 5  | Carles Puyol    | 16'    |      |
| LE                 | 11 | Joan Capdevila  | 67'    |      |
| V                  | 16 | Sergio Busquets |        |      |
| V                  | 14 | Xabi Alonso     |        | 87'  |
| M                  | 8  | Xavi            | 120+1' |      |
| M                  | 6  | Andrés Iniesta  | 118'   |      |
| A                  | 18 | Pedro Rodríguez |        | 60'  |
| A                  | 7  | David Villa     |        | 106' |
| Substituições:     |    |                 |        |      |
| A                  | 22 | Jesús Navas     |        | 60'  |
| M                  | 10 | Cesc Fàbregas   |        | 87'  |
| A                  | 9  | Fernando Torres |        | 106' |
| Treinador:         |    |                 |        |      |
| Vicente del Bosque |    |                 |        |      |

Homem da partida
- Andrés Iniesta